# Canton de Peyrolles-en-Provence
Le canton de Peyrolles en Provence est une ancienne division administrative française située dans le département des Bouches-du-Rhône, dans l'arrondissement d'Aix-en-Provence.
Il est supprimé à la suite du redécoupage cantonal de 2014.

## Composition
| Nom                               | Code Insee | Intercommunalité                   | Superficie (km2) | Population (dernière pop. légale) | Densité (hab./km2) |
| --------------------------------- | ---------- | ---------------------------------- | ---------------- | --------------------------------- | ------------------ |
| Peyrolles-en-Provence (chef-lieu) | 13074      | Métropole d'Aix-Marseille-Provence | 34,90            | 4 912 (2014)                      | 141                |
| Jouques                           | 13048      | Métropole d'Aix-Marseille-Provence | 80,35            | 4 377 (2014)                      | 54                 |
| Meyrargues                        | 13059      | Métropole d'Aix-Marseille-Provence | 41,67            | 3 738 (2014)                      | 90                 |
| Le Puy-Sainte-Réparade            | 13080      | Métropole d'Aix-Marseille-Provence | 46,29            | 5 476 (2014)                      | 118                |
| Saint-Paul-lès-Durance            | 13099      | Métropole d'Aix-Marseille-Provence | 45,81            | 889 (2014)                        | 19                 |

## Représentation

### Conseillers généraux de 1833 à 2015
| Période | Période      | Identité                                          | Étiquette           | Qualité |
| ------- | ------------ | ------------------------------------------------- | ------------------- | --- |
| 1833    | 1837 (décès) | Marquis Alexandre d'Arlatan de Lauris (1766-1837) |                     | Procureur à la Cour royale d'Aix-en-Provence |
| 1837    | 1845         | Dominique Bret                                    |                     | Président de chambre à la Cour royale d'Aix-en-Provence |
| 1845    | 1848         | Gustave de Laboulie                               | Droite              | Avocat et magistrat Député (1834-1837 et 1848-1851) |
| 1848    | 1880         | Calixte Bournat                                   | Droite bonapartiste | Avocat puis avoué à Marseille Député (1863-1870) |
| 1880    | 1886         | Victor Leydet                                     | Républicain         | Industriel, député (1881-1897) puis sénateur (1897-1908) Adjoint au maire d'Aix-en-Provence                                                                              |
| 1886    | 1892 (décès) | Jean-Baptiste Vial                                | Républicain radical | Suppléant du juge de paix de Peyrolles |
| 1892    | 1898         | Victor Leydet                                     | Républicain         | Industriel, sénateur (1897-1908) Adjoint au maire d'Aix-en-Provence |
| 1898    | 1928         | Louis Artaud                                      | Rad.                | Agriculteur et négociant Maire du Puy-Sainte-Réparade (1892-1919), conseiller d'arrondissement, sénateur (1920-1921)                                                     |
| 1928    | 1940         | Michel Latil                                      | SFIO                | Agriculteur Maire de Jouques (1928-1935), conseiller d'arrondissement |
|         |              |                                                   |                     | |
| 1945    | 1955         | Aimé Bernard (1902-1973)                          | DVD-RPF puis ARS    | Négociant Maire de Peyrolles-en-Provence (1944-1945 et 1953-1971) |
| 1955    | 1998         | Louis Philibert                                   | SFIO puis PS        | Conducteur principal de chantier TPE de l'État Député (1962-1986) Sénateur (1989-1998) Président du conseil général (1967-1989) Maire du Puy-Sainte-Réparade (1953-2000) |
| 1998    | 2015         | Alexandre Medvedowsky                             | PS puis DVG         | Chef d'entreprise Ancien conseiller municipal d'Aix-en-Provence |

### Conseillers d'arrondissement (de 1833 à 1940)
| Période                                  | Période           | Identité                               | Étiquette   | Qualité |
| ---------------------------------------- | ----------------- | -------------------------------------- | ----------- | --- |
| 1833                                     | 1839              | M. This                                |             | Notaire à Jouques                                                                                           |
| 1839                                     | 1845 (annulation) | Martin Leydet (1789-1862)              |             | Juge de paix du canton d'Aix-nord                                                                           |
| 4 janv. 1846                             | 1848              | Martin Leydet (1789-1862)              |             | Juge de paix du canton d'Aix-nord                                                                           |
|                                          |                   |                                        |             | |
| 1852                                     | 1871              | Joseph-Léon-Honoré Barrême (1821-1893) |             | Avoué, propriétaire et adjoint au maire d'Aix-en-Provence                                                   |
| 1871                                     | 1874              | Hippolyte Roux                         |             | Propriétaire cultivateur, maire de Jouques                                                                  |
| 1874                                     | 1886              | Isidore Savornin                       | Républicain | Marchand drapier, magistrat cantonal, suppléant du juge de paix                                             |
| 1886                                     | 1892              | Marius Aragnol                         | Républicain | Propriétaire-rentier au Puy-Sainte-Réparade                                                                 |
| 1892                                     | 1895              | Marcellin Mistre                       | Républicain | Négociant à Jouques                                                                                         |
| 1895                                     | 1898              | Louis Artaud                           | Républicain | Agriculteur, maire du Puy-Sainte-Réparade                                                                   |
| 1898                                     | 1913              | Marcellin Decanis                      | Radical     | Mécanicien, maire de Meyrargues                                                                             |
| 1913                                     | 1919              | Sylvain Auquier                        | Radical     | Maire de Peyrolles                                                                                          |
| 1919                                     | 1925              | Joseph Pascal                          |             | Maire de Peyrolles                                                                                          |
| 1925                                     | 1928              | Michel Latil                           | SFIO        | Agriculteur, maire de Jouques                                                                               |
| 1928                                     | 1940              | Henri Bosc                             | SFIO        | Cultivateur puis ouvrier agricole, conseiller municipal, Le Puy-Sainte-Réparade                             |
| 1940                                     |                   |                                        |             | Les conseils d'arrondissement ont été suspendus par la loi du 12 octobre 1940 et n'ont jamais été réactivés |
| Les données manquantes sont à compléter. |                   |                                        |             | |

## Démographie
| 1962  | 1968  | 1975  | 1982   | 1990   | 1999   | 2006   | 2011   | 2012   |
| ----- | ----- | ----- | ------ | ------ | ------ | ------ | ------ | ------ |
| 8 866 | 9 564 | 9 937 | 10 744 | 13 851 | 16 120 | 17 633 | 18 875 | 19 078 |